# Aphrodita aculeata
Aphrodite épineuse
Espèce
L'aphrodite épineuse, aphrodite ou souris de mer est un ver marin annélide de la classe des polychètes vivant dans les fonds marins sablonneux de l'océan Atlantique, la mer du Nord, la Baltique et la Méditerranée, où on peut la trouver jusqu'à une profondeur de 2 000 m.
D'une taille allant en général de 7,5 à 15 cm (mais pouvant atteindre 30 cm), son corps est couvert de setae (soies) d'environ 2,5 cm, dont l'aspect ressemble à des poils. Son nom scientifique, dérivé de la déesse grecque Aphrodite, viendrait du fait que la vue ventrale de l'animal évoque des parties génitales féminines.
C'est un animal nécrophage, son régime étant essentiellement constitué des restes d'animaux en décomposition au fond des mers. La locomotion est assurée par de nombreux appendices latéraux (ou parapodes), elle rampe et creuse dans une attitude évoquant la souris.
La souris de mer est dépourvue d'yeux. Elle est hermaphrodite, des organes reproducteurs des deux sexes apparaissant chez un même individu, en revanche les ovules d'un individu sont fécondés par le sperme d'un autre.